# Ha eljön a kaszás…
A Ha eljön a kaszás… (In My Time Of Dying) az Odaát című televíziós sorozat második évadjának első epizódja.

## Cselekmény
A karambol után Winchesteréket kórházba szállítják. Míg John és Sam állapota gyorsan feljavul, Dean élet-halál között kezd lebegni.
A fiú lelke elhagyja a testét, és a kórházban kezd bolyongani. Miközben sikertelenül próbál kapcsolatot teremteni az emberekkel, rájön, hogy egy rejtélyes kaszás garázdálkodik a kórházban, és sorra szedi áldozatait. Dean azonban talál egy másik lelket is a épületben: egy Tessa nevű fiatal lányét, aki valójában haldoklik. A két fiatal ugyan nem tud kommunikálni az emberekkel, de egymással jól kijönnek.
John démonidézéshez szükséges dolgokat akar beszerezni Bobby segítségével, ám Sam rájön, és ezért összeveszik apjával. Míg a szócsata folyik, a szobában lélekként jelenlévő Dean idegességében össze-vissza hadonászik, és váratlanul lever egy poharat. Sam ennek alapján vesz egy játékot, melynek segítségével szellemekkel lehet kommunikálni, így megtudja bátyjától, hogy egy kaszás bolyong a kórházban.
Deant később Tessa lelke keresi fel, és felfedi előtte, hogy ő maga a kaszás, csak női testben. A szörnyeteg választás elé állítja a fiút: nemsokára meg fog halni, így átmegy a túlvilágra, vagy a Földön marad ilyen testben, de akkor egy idő után olyanná válik, mint amikre maga is vadászott.
Időközben Sam apját nem találja annak szobájában: John ugyanis az épület egyik elhagyatott szintjén a Bobby-tól szerzett alapanyagok segítségével megidézi Azazelt, és alkut köt vele: neki adja a már mindössze egy töltényt tartalmazó Coltot és lelkét, cserébe fia életéért. A sárgaszemű elfogadja az ajánlatot.
Azazel megszállja a kaszás testét, és feltámasztja Deant, aminek Sam és John is nagyon örül, az orvosok pedig csodaként könyvelik el. A férfi elbúcsúzik nagyobbik fiától, és elárul neki valami fontosat, majd kimegy a szobából. Néhány perccel később Sam rátalál apjára a kórház egyik termében, méghozzá a földre rogyva, holtan…

## Természetfeletti lények

### Kaszás
A kaszás az ősi legendák szerint egy szellem, vagy valamiféle hasonló természetfeletti lény, mely emberi lelkeket szállít át a túlvilágra. Eme lényt emberi szem nem látja, kivéve a leendő áldozaté, vagy halott emberé. A kaszást egyfajta medállal irányítani lehet, ezáltal parancsba adni neki, kivel végezzen.

### Démonok
A démonokat a folklórban, mitológiában és a vallásban egyaránt olyan természetfeletti lényként, gonosz szellemként írják le, melyeket meg lehet idézni, és irányítani is lehet. Közeledtüket általában elektromos zavarok jelzik, maguk mögött pedig ként hagynak.

## Időpontok és helyszínek
- 2006. november 2. - ? – Sioux Falls, Dél-Dakota

## Zenék
- Creedence Clearwater Revival – Bad Moon Rising
- Ted Nugent – Stranglehold

## Külső hivatkozások
- Supernatural-In My Time Of Dying az Internet Movie Database oldalon (angolul)